# Колеги (фільм)
«Колеги» (рос. «Коллеги») — радянський художній фільм 1962 року, екранізація однойменної повісті Василя Аксьонова (1959).

## Сюжет
Троє друзів-випускників 1-го Ленінградського медичного інституту Саша, Альоша і Владька отримують розподіл на роботу.
Олексій, почавши працювати в карантинній службі міжнародного порту, виявляє велику аферу з зараженими продуктами харчування, але відмовившись від хабаря і не злякавшись погроз, повідомляє факти представникам держави.
Олександр починає працювати лікарем в сільській лікарні і дуже скоро заслуговує повагу у місцевих жителів. Молодого лікаря покохала медсестра Даша, якої домагається злодій і хуліган Бугров. Бугров, якого Зеленін застає при спробі крадіжки зі зломом, завдає Зеленіну проникаюче ножове поранення в живіт. На щастя, Олександра рятують друзі, які опинилися поруч, причому оперує саме Владька, який, таким чином, останнім з друзів проходить перевірку на міцність.
В сюжетній лінії фільму присутня музична тема пісні «Палуба» (музика Юрія Левітіна, слова Геннадія Шпалікова), в оркестровій обробці. Сама пісня звучить у виконанні Олега Анофрієва в одній із заключних сцен фільму.

## У ролях
- Василь Ліванов —  Саша Зеленін
- Василь Лановий —  Олексій Максимов
- Олег Анофрієв —  Владька Карпов
- Ніна Шацька —  Інна
- Тамара Сьоміна —  Даша
- Ростислав Плятт —  Дампфер
- Едуард Бредун —  Бугров
- Анатолій Соловйов —  Тимоша
- Володимир Кашпур —  Єгоров
- Лев Поляков —  Столбов
- Фелікс Яворський —  супутник Інни
- Іван Любезнов —  Ярчук
- Віра Єнютина —  дружина лісника
- Гавриїл Бєлов —  один зі сватів  (немає в титрах)
- Борис Рижухін —  Михайло Сазонов, супутник Єгорова
- Михайло Кокшенов —  один з суднових лікарів на зборах  (немає в титрах)
- Василь Макаров —  головний інженер
- Дмитро Шутов —  Павло, лісник

## Знімальна група
- Автори сценарію:  Василь Аксьонов,  Олексій Сахаров
- Режисер-постановник:  Олексій Сахаров
- Оператор-постановник:  Володимир Ніколаєв
- Художник-постановник:  Іван Пластинкін
- Композитор:  Юрій Левітін
- Оператор: Олександр Дубінський